# Trevor Bardette
Trevor Bardette (Nashville, 19 novembre 1902 – Green Valley, 28 novembre 1977) è stato un attore statunitense.
Ha recitato in oltre 170 film dal 1937 al 1969 ed è apparso in oltre 50 produzioni televisive dal 1952 al 1970. Nel corso della sua carriera, fu accreditato anche con il nome Trev Bardette.

## Biografia
Trevor Bardette nacque a Nashville, in Arkansas, il 19 novembre 1902.
Il suo ricco curriculum televisivo conta diverse interpretazioni in serie televisive, tra cui il personaggio di Clanton in 34 episodi della serie Le leggendarie imprese di Wyatt Earp dal 1959 al 1961 (più altri 4 episodi con altri ruoli). Interpretò inoltre numerosi altri personaggi secondari o ruoli da guest star in molti episodi di serie televisive dagli anni cinquanta al 1970.
L'ultimo suo ruolo per la televisione fu quello per la serie Gunsmoke interpretato nell'episodio McCabe trasmesso il 30 novembre 1970 mentre per il cinema l'ultimo ruolo che interpretò fu nel film del 1969 L'oro di Mackenna.
Morì a Green Valley, in Arizona, il 28 novembre 1977.

## Filmografia

### Cinema
- Borderland, regia di Nate Watt (1937)
- Vendetta (They Won't Forget), regia di Mervyn LeRoy (1937)
- White Bondage, regia di Nick Grinde (1937)
- L'ultima beffa di Don Giovanni (The Great Garrick), regia di James Whale (1937)
- Figlia del vento (Jezebel), regia di William Wyler (1938)
- Anime selvagge (Topa Topa), regia di Mervyn LeRoy (1938)
- Mystery House, regia di Noel M. Smith(1938)
- Maria Antonietta (Marie Antoinette), regia di W. S. Van Dyke (1938)
- In Old Mexico, regia di Edward D. Venturini (1938)
- La valle dei giganti (Valley of the Giants), regia di William Keighley (1938)
- Servizio della morte (Smashing the Spy Ring), regia di Christy Cabanne (1938)
- Sfida a Baltimora (Stand Up and Fight), regia di W. S. Van Dyke (1939)
- Il grande nemico (Let Freedom Ring), regia di Jack Conway (1939)
- Il terrore dell'Ovest (The Oklahoma Kid), regia di Lloyd Bacon (1939)
- Overland with Kit Carson, regia di Norman Deming e Sam Nelson (1939)
- The Cowboy Quarterback, regia di Noel M. Smith (1939)
- Charlie Chan nell'isola del tesoro (Charlie Chan at Treasure Island), regia di Norman Foster (1939)
- L'ultimo ricatto (Blackmail), regia di Henry C. Potter (1939)
- Via col vento (Gone with the Wind), regia di Victor Fleming (1939)
- Abramo Lincoln (Abe Lincoln in Illinois), regia di John Cromwell (1940)
- Furore (The Grapes of Wrath), regia di John Ford (1940)
- I fucilieri delle Argonne (The Fighting 69th), regia di William Keighley (1940)
- Carovana d'eroi (Virginia City), regia di Michael Curtiz (1940)
- La belva umana (Dark Command), regia di Raoul Walsh (1940)
- Young Buffalo Bill, regia di Joseph Kane (1940)
- Ski Patrol, regia di Lew Landers (1940)
- Zona torrida (Torrid Zone), regia di William Keighley (1940)
- Island of Doomed Men, regia di Charles Barton (1940)
- Wagons Westward, regia di Capone (film) (1940)
- Luna nuova (New Moon), regia di Robert Z. Leonard (1940)
- Winners of the West, regia di Ford Beebe e Ray Taylor (1940)
- La valle dei monsoni (Three Faces West), regia di Bernard Vorhaus (1940)
- Ha da veni' (He Stayed for Breakfast), regia di Alexander Hall (1940)
- Girl from Havana, regia di Lew Landers (1940)
- L'uomo del West (The Westerner), regia di William Wyler (1940)
- I pascoli dell'odio (Santa Fe Trail), regia di Michael Curtiz (1940)
- Doomed Caravan, regia di Lesley Selander (1941)
- Romance of the Rio Grande, regia di Herbert I. Leeds (1941)
- Bionda in paradiso (Topper Returns), regia di Roy Del Ruth (1941)
- The Cowboy and the Blonde, regia di Ray McCarey (1941)
- La figlia della jungla (Jungle Girl), regia di John English e William Witney (1941)
- I tre moschettieri del Missouri (Bad Men of Missouri), regia di Ray Enright (1941)
- Highway West, regia di William C. McGann (1941)
- Mystery Ship, regia di Lew Landers (1941)
- Buy Me That Town, regia di Eugene Forde (1941)
- Musica segreta (International Lady), regia di Tim Whelan (1941)
- Glamour Boy, regia di Ralph Murphy e Ted Tetzlaff (1941)
- Red River Valley, regia di Joseph Kane (1941)
- Il cavaliere della vendetta (Wild Bill Hickok Rides), regia di Ray Enright (1942)
- Henry and Dizzy, regia di Hugh Bennett (1942)
- Flight Lieutenant, regia di Sidney Salkow (1942)
- The Secret Code, regia di Spencer Gordon Bennet (1942)
- Apache Trail, regia di Richard Thorpe e Richard Rosson (1942)
- Chetniks, regia di Louis King (1943)
- La luna è tramontata (The Moon Is Down), regia di Irving Pichel (1943)
- Questa terra è mia (This Land Is Mine), regia di Jean Renoir (1943)
- The Chance of a Lifetime, regia di William Castle (1943)
- The Deerslayer, regia di Lew Landers (1943)
- Nessuno sfuggirà (None Shall Escape), regia di André De Toth (1944)
- Nessuno sa il proprio destino (The Whistler), regia di William Castle (1944)
- Il traditore dei mari (Tampico), regia di Lothar Mendes (1944)
- The Black Parachute, regia di Lew Landers (1944)
- U-Boat Prisoner, regia di Lew Landers e Budd Boetticher (1944)
- I cospiratori (The Conspirators), regia di Jean Negulesco (1944)
- The Missing Juror, regia di Budd Boetticher (1944)
- Faces in the Fog, regia di John English (1944)
- Law of the Badlands, regia di Lesley Selander (1945)
- Contrattacco (Counter-Attack), regia di Zoltan Korda  (1945)
- I fuggitivi delle dune (Escape in the Desert), regia di Edward A. Blatt (1945)
- Notti d'oriente (A Thousand and One Nights), regia di Alfred E. Green (1945)
- Frontier Days, regia di Jack Scholl – cortometraggio (1945)
- Dick Tracy, regia di William Berke (1945)
- Il paese di dio (God's Country), regia di Robert Emmett Tansey (1946)
- The Hoodlum Saint, regia di Norman Taurog (1946)
- Il castello di Dragonwyck (Dragonwyck), regia di Joseph L. Mankiewicz (1946)
- The Man Who Dared, regia di John Sturges (1946)
- Sing While You Dance, regia di D. Ross Lederman (1946)
- Il grande sonno (The Big Sleep), regia di Howard Hawks (1946)
- Dick Tracy contro Cueball (Dick Tracy vs. Cueball), regia di Gordon Douglas (1946)
- Il 13 non risponde (13 Rue Madeleine), regia di Henry Hathaway (1947)
- La morte è discesa a Hiroshima (The Beginning or the End), regia di Norman Taurog (1947)
- La donna di fuoco (Ramrod), regia di André De Toth (1947)
- Il mare d'erba (The Sea of Grass), regia di Elia Kazan (1947)
- The Millerson Case, regia di George Archainbaud (1947)
- La vergine di Tripoli (Slave Girl), regia di Charles Lamont (1947)
- La saga dei pionieri (Wyoming), regia di Joseph Kane (1947)
- Marshal of Cripple Creek, regia di R.G. Springsteen (1947)
- Gli invincibili (Unconquered), regia di Cecil B. DeMille (1947)
- The Last Round-up, regia di John English (1947)
- T-Men contro i fuorilegge (T-Men), regia di Anthony Mann (1947)
- La grande conquista (Tycoon), regia di Richard Wallace (1947)
- Gentiluomo ma non troppo (Alias a Gentleman), regia di Harry Beaumont (1948)
- Il naufragio dell'Hesperus (The Wreck of the Hesperus), regia di John Hoffman (1948)
- Pian della morte (Panhandle), regia di Lesley Selander (1948)
- La donna senza amore (The Mating of Millie), regia di Henry Levin (1948)
- The Return of the Whistler, regia di D. Ross Lederman (1948)
- La diligenza di Silverado (Adventures in Silverado), regia di Phil Karlson (1948)
- Sul fiume d'argento (Silver River), regia di Raoul Walsh (1948)
- L'eroica legione (The Gallant Legion), regia di Joseph Kane (1948)
- Secret Service Investigator, regia di R.G. Springsteen (1948)
- Il vendicatore di Manila (Sword of the Avenger), regia di Sidney Salkow (1948)
- Marshal of Amarillo, regia di Philip Ford (1948)
- Gli amori di Carmen (The Loves of Carmen), regia di Charles Vidor (1948)
- Il gorilla umano (Behind Locked Doors), regia di Budd Boetticher (1948)
- Black Eagle, regia di Robert Gordon (1948)
- Sundown in Santa Fe, regia di R.G. Springsteen (1948)
- Casa mia (Hills of Home), regia di Fred M. Wilcox (1948)
- Smoky Mountain Melody, regia di Ray Nazarro (1948)
- Viso pallido (The Paleface), regia di Norman Z. McLeod (1948)
- Sheriff of Wichita, regia di R.G. Springsteen (1949)
- Il canto dell'India (Song of India), regia di Albert S. Rogell (1949)
- Jack il bucaniere (Big Jack), regia di Richard Thorpe (1949)
- Solo contro il mondo (The Doolins of Oklahoma), regia di Gordon Douglas (1949)
- Inferno di fuoco (Hellfire), regia di R.G. Springsteen (1949)
- The Blazing Trail, regia di Ray Nazarro (1949)
- La sete dell'oro (Lust for Gold), regia di Sylvan Simon (1949)
- Omoo-Omoo the Shark God, regia di Leon Leonard (1949)
- The Wyoming Bandit, regia di Philip Ford (1949)
- San Antone Ambush, regia di Philip Ford (1949)
- Apache Chief, regia di Frank McDonald (1949)
- Bagdad, regia di Charles Lamont (1949)
- Renegades of the Sage, regia di Ray Nazarro (1949)
- The Grass Is Always Greener (1950)
- La sanguinaria (Deadly Is the Female), regia di Joseph H. Lewis (1950)
- The Palomino, regia di Ray Nazarro (1950)
- Tempeste sull'Oceano Indiano (Cargo to Capetown), regia di Earl McEvoy (1950)
- Le avventure di Capitan Blood (Fortunes of Captain Blood), regia di Gordon Douglas (1950)
- Hills of Oklahoma, regia di R.G. Springsteen (1950)
- Tarzan e le schiave (Tarzan and the Slave Girl), regia di Lee Sholem (1950)
- L'amante indiana (Broken Arrow), regia di Delmer Daves (1950)
- L'amante (A Lady Without Passport), regia di Joseph H. Lewis (1950)
- Le frontiere dell'odio (Copper Canyon), regia di John Farrow (1950)
- L'ultima preda (Union Station), regia di Rudolph Maté (1950)
- Gene Autry and The Mounties, regia di John English (1951)
- La spada di Montecristo (The Sword of Monte Cristo), regia di Maurice Geraghty (1951)
- Fort Savage Raiders, regia di Ray Nazarro (1951)
- La dinastia dell'odio (Lorna Doone), regia di Phil Karlson (1951)
- Il sergente Carver (The Texas Rangers), regia di Phil Karlson (1951)
- La maschera del vendicatore (Mask of the Avenger), regia di Phil Karlson (1951)
- Fort Dodge Stampede, regia di Harry Keller (1951)
- Honeychile, regia di R.G. Springsteen (1951)
- L'avventuriero delle Ande (The Barefoot Mailman), regia di Earl McEvoy (1951)
- Volo su Marte (Flight to Mars), regia di Lesley Selander (1951)
- Stella solitaria (Lone Star), regia di Vincent Sherman (1952)
- L'avventuriero di Macao (Macao), regia di Josef von Sternberg (1952)
- La peccatrice di San Francisco (The San Francisco Story), regia di Robert Parrish (1952)
- Giustizia di popolo (Montana Territory), regia di Ray Nazarro (1952)
- La meticcia di Sacramento (The Man Behind the Gun), regia di Felix E. Feist (1953)
- Mercato di donne (A Perilous Journey), regia di R.G. Springsteen (1953)
- Il sole splende alto (The Sun Shines Bright), regia di John Ford (1953)
- Terra bruciata (Ambush at Tomahawk Gap), regia di Fred F. Sears (1953)
- I cavalieri di Allah (The Desert Song), regia di H. Bruce Humberstone (1953)
- Il traditore di Forte Alamo (The Man from the Alamo), regia di Budd Boetticher (1953)
- Bandits of the West, regia di Harry Keller (1953)
- Per la vecchia bandiera (Thunder Over the Plains), regia di André De Toth (1953)
- Red River Shore, regia di Harry Keller (1953)
- Agente federale X3 (Dangerous Mission), regia di Louis King (1954)
- Johnny Guitar, regia di Nicholas Ray (1954)
- The Outlaw Stallion, regia di Fred F. Sears (1954)
- Storia di Tom Destry (Destry), regia di George Marshall (1954)
- L'agente speciale Pinkerton (Rage at Dawn), regia di Tim Whelan (1955)
- Duello a Bitter Ridge (The Man from Bitter Ridge), regia di Jack Arnold (1955)
- All'ombra del patibolo (Run for Cover), regia di Nicholas Ray (1955)
- I corsari del grande fiume (The Rawhide Years), Rudolph Maté (1955)
- Tramonto di fuoco (Red Sundown), regia di Jack Arnold (1956)
- Supplizio (The Rack), regia di Arnold Laven (1956)
- Massacro ai grandi pozzi (Dragoon Wells Massacre), regia di Harold D. Schuster (1957)
- Il cerchio della vendetta (Shoot-Out at Medicine Bend), regia di Richard L. Bare (1957)
- La tragedia del Rio Grande (Man in the Shadow), regia di Jack Arnold (1957)
- Lo spietato (The Hard Man), regia di George Sherman (1957)
- La meteora infernale (The Monolith Monsters), regia di John Sherwood (1957)
- Il contrabbandiere (Thunder Road), regia di Arthur Ripley (1958)
- La vendetta del tenente Brown (The Saga of Hemp Brown), regia di Richard Carlson (1958)
- Il gioco dell'amore (The Mating Game), regia di George Marshall (1959)
- Quella strana condizione di papà (Papa's Delicate Condition), regia di George Marshall (1963)
- I temerari del West (The Raiders), regia di Herschel Daugherty (1963)
- L'oro di Mackenna (Mackenna's Gold), regia di J. Lee Thompson (1969)

### Televisione
- Rebound – serie TV, episodio 1x03 (1952)
- Adventures of Superman – serie TV, 2 episodi (1953-1955)
- The Ford Television Theatre – serie TV, 4 episodi (1953-1956)
- Cavalcade of America – serie TV, 2 episodi (1953)
- Lassie – serie TV, 6 episodi (1954-1960)
- Lux Video Theatre – serie TV, episodio 4x15 (1954)
- Fireside Theatre – serie TV, episodio 6x30 (1954)
- Celebrity Playhouse – serie TV, episodio 1x10 (1955)
- The 20th Century-Fox Hour – serie TV, episodi 1x13-2x11 (1956-1957)
- Broken Arrow – serie TV, 2 episodi (1956-1957)
- Le leggendarie imprese di Wyatt Earp (The Life and Legend of Wyatt Earp) – serie TV, 38 episodi (1956-1961)
- Cheyenne – serie TV, 6 episodi (1956-1962)
- Letter to Loretta – serie TV, episodio 3x18 (1956)
- Frida (My Friend Flicka) – serie TV, episodio 1x18 (1956)
- Navy Log – serie TV, episodio 1x20 (1956)
- Screen Directors Playhouse – serie TV, episodio 1x18 (1956)
- Frontier – serie TV, 2 episodi (1956)
- The Restless Gun – serie TV, 3 episodi (1957-1958)
- Tales of Wells Fargo – serie TV, 2 episodi (1957-1959)
- Maverick – serie TV, 2 episodi (1957-1961)
- Sheriff of Cochise – serie TV, un episodio (1957)
- I racconti del West (Zane Grey Theater) – serie TV, episodio 1x16 (1957)
- Il cavaliere solitario (The Lone Ranger) – serie TV, 2 episodi (1957)
- Panico (Panic!) – serie TV, episodi 1x02-1x10 (1957)
- The O. Henry Playhouse – serie TV, episodio 1x42 (1957)
- Trackdown – serie TV, 2 episodi (1958-1959)
- The Adventures of Jim Bowie – serie TV, episodio 2x33 (1958)
- Tombstone Territory – serie TV, episodio 1x32 (1958)
- The Lineup – serie TV, episodio 4x32 (1958)
- Man Without a Gun – serie TV, episodio 1x39 (1958)
- The Rough Riders – serie TV, episodio 1x03 (1958)
- Perry Mason – serie TV, 2 episodi (1959-1963)
- Gunsmoke – serie TV, 5 episodi (1959-1970)
- State Trooper – serie TV, episodio 3x01 (1959)
- Union Pacific – serie TV, episodio 1x23 (1959)
- The Texan – serie TV, episodio 1x26 (1959)
- Hotel de Paree – serie TV, episodio 1x03 (1959)
- Avventure in elicottero (Whirlybirds) – serie TV, episodio 3x29 (1959)
- The Grand Jury – serie TV, episodio 1x02-1x24 (1959)
- The Rebel – serie TV, 2 episodi (1960-1961)
- Have Gun - Will Travel – serie TV, 3 episodi (1960-1961)
- Gli intoccabili (The Untouchables) – serie TV, episodio 2x27 (1961)
- Carovane verso il west (Wagon Train) – serie TV, 3 episodi (1962-1963)
- Bonanza – serie TV, 2 episodi (1962-1963)
- Ai confini della realtà (The Twilight Zone) – serie TV, episodio 3x17 (1962)
- Bronco – serie TV, episodio 4x08 (1962)
- Laramie – serie TV, episodio 3x17 (1962)
- The Joey Bishop Show – serie TV, episodio 1x24 (1962)
- Mr. Smith Goes to Washington – serie TV, episodio 1x25 (1963)
- La legge del Far West (Temple Houston) – serie TV, episodio 1x03 (1963)
- The Andy Griffith Show – serie TV, episodio 4x06 (1963)
- Slattery's People – serie TV, episodio 2x04 (1965)
- A Man Called Shenandoah – serie TV, episodio 1x10 (1965)
- I giorni di Bryan (Run for Your Life) - serie TV, episodio 1x15 (1966)
- Flipper – serie TV, 3 episodi (1966)
- Il mio amico marziano (My Favorite Martian) – serie TV, episodio 3x29 (1966)
- Daktari – serie TV, episodio 2x11 (1966)
- Gomer Pyle: USMC – serie TV, episodio 4x24 (1968)
- Gunsmoke – serie TV, 5 episodi (1959-1970)